# 두라니 제국
두라니 제국(파슈토어: د درانیانو ټولواکمني)은 아흐마드 샤 두라니가 시작한 아프가니스탄의 왕조이다. 나디르 샤가 죽은 후, 부장(部將)이었던 아흐마드는 칸다하르에서 독립하여 아프간인(人)의 민족국가를 건설했다. 그의 사후 왕위 계승 싸움이 계속되고, 19세기에는 재상인 바라크자이 가(家)에 주권이 옮겨졌다.